# Stultutragus
Stultutragus is een kevergeslacht uit de familie van de boktorren (Cerambycidae). De wetenschappelijke naam van het geslacht werd voor het eerst geldig gepubliceerd in 2010 door Clarke.

## Soorten
Stultutragus omvat de volgende soorten:
- Stultutragus bifasciatus (Zajciw, 1965)
- Stultutragus cerdai (Peñaherrera & Tavakilian, 2003)
- Stultutragus crotonaphilus Clarke, 2010
- Stultutragus endoluteus Bezark, Santos-Silva & Martins, 2011
- Stultutragus fenestratus (Lucas, 1859)
- Stultutragus linsleyi (Fisher, 1947)
- Stultutragus mataybaphilus Clarke, 2010
- Stultutragus nigricornis (Fisher, 1947)
- Stultutragus poecilus (Bates, 1873)
- Stultutragus romani (Aurivillius, 1919)
- Stultutragus tippmanni Santos-Silva, Bezark & Martins, 2012
- Stultutragus ventriguttatus Santos-Silva, Bezark & Martins, 2012
- Stultutragus xantho (Bates, 1873)